# Maison Bonvoisin
Pour les articles homonymes, voir Bonvoisin.
La maison Bonvoisin, actuellement connue sous le nom de la maison de l'Eau est un immeuble classé du XVIIIe siècle situé dans la ville de Verviers en Belgique (province de Liège).

## Localisation
Cette maison est située à Verviers dans le quartier de Hodimont, au no 86 de la rue Jules Cerexhe, une ancienne artère longeant la rive droite de la Vesdre et possédant plusieurs immeubles classés. La façade arrière se situe aux nos 15/17 de la rue de Pétaheid.

## Historique
La demeure a été construite pendant la première moitié du XVIIIe siècle vraisemblablement entre 1727 et 1735. L'arrière du bâtiment abritait des ateliers textiles et plus précisément des ateliers de confection de draps construits pour Pierre de Bonvoisin, le premier propriétaire, qui a laissé son nom à la maison. L'immeuble a fait l'objet d'une restauration en 2004 pour devenir un centre d'interprétation sur l'eau.

## Description

### Façade, rue Jules Cerexhe
La façade de la rue Jules Cerexhe possède cinq travées et trois niveaux (deux étages). Le soubassement est réalisé en pierre calcaire équarrie et le reste de la façade est élevé en brique avec encadrements en pierre calcaire. Toutes les baies sont jointives à claveaux passants un-sur-deux et de hauteur décroissante suivant le niveau. Le sommet de la façade est percé d'une ancienne lucarne monte-charge. La porte d'entrée se situe sur la travée de droite. 

### Façade, rue de Pétaheid
La façade située dans la petite rue de Pétaheid est assez similaire à celle de la rue Jules Cerexhe (mêmes matériaux, mêmes baies) exception faite de la porte d'entrée se situant sur la deuxième travée

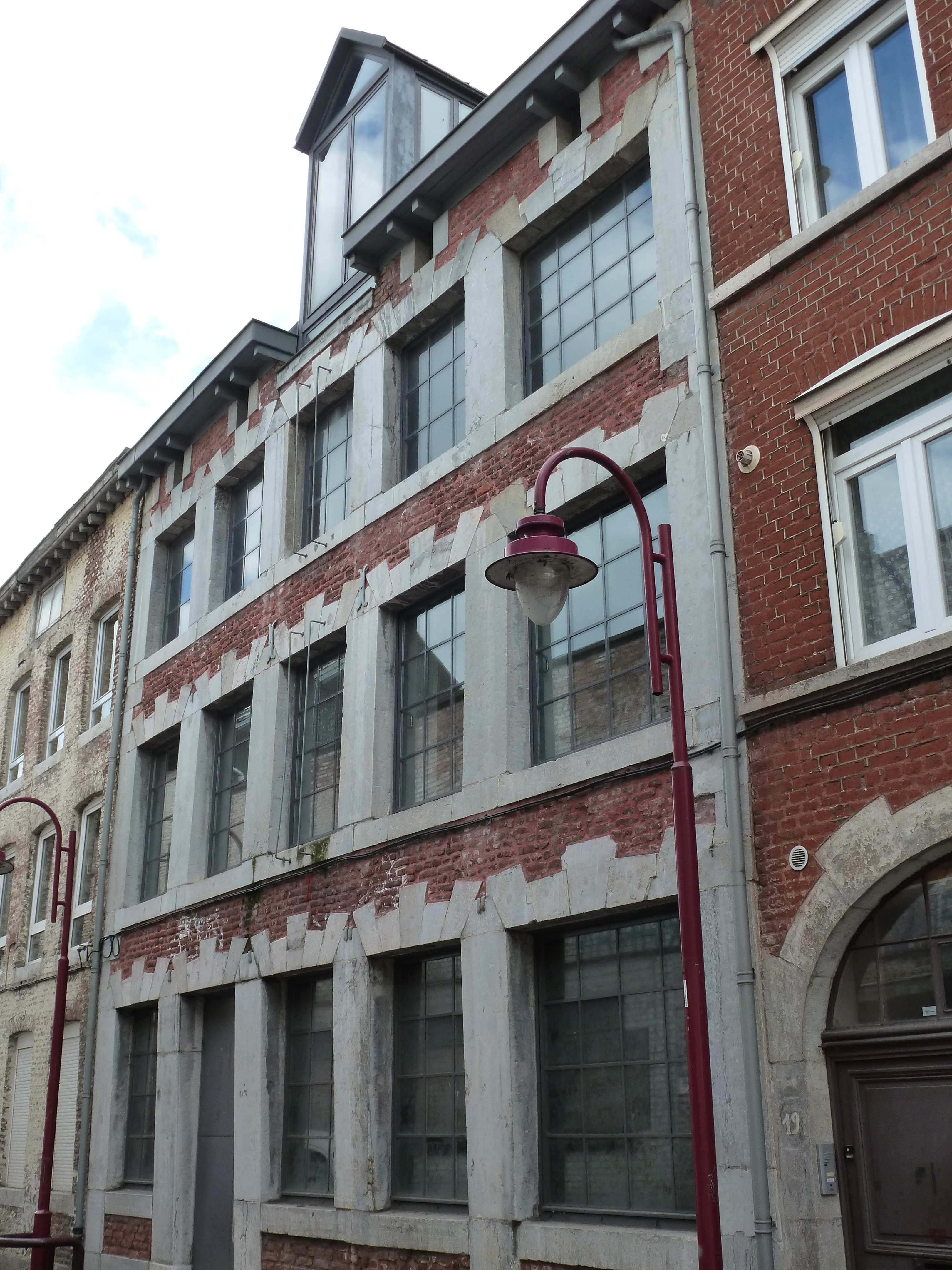
Rue de Pétaheid, 15/17

## Maison de l'Eau
Depuis 2004, la maison de l'Eau et le centre d'interprétation de l'eau, faisant partie de l'ASBL Aqualaine, occupent la maison Bonvoisin.